# Johann Buxtorf den yngre
Johann Buxtorf den yngre, född 13 augusti 1599 och död 16 augusti 1664, var en tysk-schweizisk semitist, son till Johann Buxtorf den äldre.
Buxtorf efterträdde sin far som professor i Basel, och utgav det av fadern påbörjade Lexicon chaldaicum talmudicum et rabbinicum (1639). Buxtorf är känd genom sin strid mot Louis Cappel i vilken han hävdade de hebreiska vokalpunkternas inspiration.